# NGC 3860
NGC 3860 (również PGC 36577 lub UGC 6718) – galaktyka spiralna (Sab), znajdująca się w gwiazdozbiorze Lwa. Odkrył ją William Herschel 27 kwietnia 1785 roku. Jest to galaktyka z aktywnym jądrem. Należy do gromady galaktyk Abell 1367.
Jedna z sąsiednich galaktyk nosi oznaczenie NGC 3860B (również PGC 36573 lub PGC 36565), jednak ma znacznie większą prędkość recesji, co może świadczyć o tym, że galaktyki te nie są ze sobą fizycznie powiązane.